# Kościół Najświętszego Serca Jezusowego w Kamieniu
Kościół Najświętszego Serca Jezusowego – rzymskokatolicki kościół parafialny należący do parafii pod tym samym wezwaniem (dekanat Sokołów Małopolski diecezji rzeszowskiej).
W 1891 roku podjęto decyzję o budowie świątyni. W dniu 15 czerwca 1901 roku budowla została konsekrowana przez biskupa Karola Józefa Fischera, sufragana przemyskiego i otrzymała wezwanie Najświętszego Serca Jezusowego. Projekt świątyni został opracowany przez architekta Teodora Talowskiego. Po wybudowaniu kościoła było kontynuowane wyposażanie wnętrza. Ołtarz główny w stylu neogotyckim został kupiony w Wiedniu i jest ozdobiony polichromowaną rzeźbą Najświętszego Serca Pana Jezusa ukazującego się grupie parafian z duszpasterzem w środkowej części ołtarza. Z lewej i prawej strony ołtarza znajdują się figury naturalnej wielkości świętych polskich patronów: św. Wojciecha, św. Stanisława biskupa, św. Kazimierza Królewicza i św. Stanisława Kostki. W 1937 roku zostały wzniesione stylowe organy. Później zostały zbudowane ołtarze boczne i zamontowano dzwony, które zostały zarekwirowane przez hitlerowców. Obecnie świątynia posiada nowe dzwony, odlane w latach 50. XX wieku. Kościół po zakończeniu II wojny światowej został ozdobiony polichromią.